# Dick Gardner
Charles Richard Gardner (22 tháng 12 năm 1913 - 1997) là một cầu thủ bóng đá người Anh. Ông thường thi đấu ở vị trí ở vị trí inside right. Sinh ra ở Birmingham, Gardner thi đấu cho Evesham Town, Notts County, Stourbridge, Sheffield United, và Manchester United.